# 현대작가초대공모전
현대작가초대공모전(現代作家招待公募展)은 조선일보사가 주최한 미술전으로 1957년 1월에 창립하였다.
국전에 대항하는 재야적인 성격을 띠고 출발하였으며 창립전은 같은 해 11월 21일부터 12월 4일까지 덕수궁 미술관에서 열렸다. 제1회전 및 제2회전은 비교적 넓은 범위의 다양한 성격을 지닌 문제 작가들을 초대한 전시회였으며, 제1회전에 초대된 작가는 서양화 18인, 제2회전에서 조각부문이 추가되고 점차 범위를 넓혀 1962년 제6회전은 서양화, 동양화, 판화, 조각의 각 부문으로 나뉘고 일반공모와 외국작가들의 초대작품을 병행 전시했다. 창립초기 한국에 도입된 새로운 미술사조인 앵포르멜이나 액션 페인팅, 네오다다이즘 등 일련의 전위적인 미술 경향이 가장 잘 반영된 것은 제3회전이었으며, 이후 초대전의 성격도 전위적인 경향으로 초점을 좁혀 뚜렷한 이념의 확립을 보게 되었다. 경복궁 미술관에서 열린 제6회 전에는 유럽, 아프리카의 현대 작가들이 대거 참가했고 네오다다 계열의 파격적인 전위 작품들이 등장하여 국전의 폐쇄적인 분위기와 좋은 대조를 이루었다. 1967년을 전후하여 우리 화단에 고개를 들기 시작한 옵 아트의 경향은 제12회전의 젊은 작가들의 작품 속에 많이 요약되고 있다. 1969년 환경미술의 경향을 띤 제13회전을 마지막으로 해체되었다. 한국 미술에 새로운 기준을 설정한 전시회로서 중요하며 신문사가 미술운동에 참여한 좋은 실례가 된다.